# Клио
Клио или Клија (стгрч. Κλειώ, Kleiṓ) је у грчкој митологији била муза заштитница историје. Њено име значи „гласник“. Представљена је са ловоровим венцем на глави; са трубом у једној и полуотвореним смотуљком хартије у другој руци. Често се види са књигама. Као и остале музе она је ћерка врховног грчког бога, Зевса, и Мнемосине, богиње поезије, уметности и науке. Клио је са Пиром, краљем Македоније, имала сина Хијацинта.